# Associação Sportiva Sociedade Unida
Der Associação Sportiva Sociedade Unida, in der Regel nur kurz ASSU genannt, ist ein Fußballverein aus Assu im brasilianischen Bundesstaat Rio Grande do Norte.
Aktuell spielt der Verein in der Staatsmeisterschaft von Rio Grande do Norte.

## Erfolge
- Staatsmeisterschaft von Rio Grande do Norte: 2009
- Copa RN: 2009

## Stadion
Der Verein trägt seine Heimspiele im Estádio Edgar Borges Montenegro, auch unter dem Namen Edgarzão bekannt, in Assu aus. Das Stadion hat ein Fassungsvermögen von 4000 Personen.